# Thế hệ X
Thế hệ X (tiếng Anh: Generation X, viết tắt: Gen X) là nhóm nhân khẩu học nằm giữa thế hệ bùng nổ trẻ sơ sinh và thế hệ Millennial. Các nhà nghiên cứu và các phương tiện truyền thông đại chúng xem khoảng thời gian từ đầu đến giữa thập niên 1960 đến cuối thập niên 1970 – đầu thập niên 1980 (hoặc từ năm 1965 đến 1980) là khoảng thời gian được sinh ra của nhóm này. Hầu hết các thành viên của thế hệ X là con của thế hệ im lặng và đa số họ cũng là cha mẹ của thế hệ Z.